# AOFF
| QS-Informatik | Dieser Artikel wurde wegen inhaltlicher Mängel auf der Qualitätssicherungsseite der Redaktion Informatik eingetragen. Dies geschieht, um die Qualität der Artikel aus dem Themengebiet Informatik auf ein akzeptables Niveau zu bringen. Hilf mit, die inhaltlichen Mängel dieses Artikels zu beseitigen, und beteilige dich an der Diskussion! (+) |

AOFF ist die Abkürzung für All-Optical Flip-Flops und ist ein technischer Begriff aus der Informatik. Er bezeichnet die Technik, Informationen photonisch zu speichern, ohne die Lichtsignale vorher in elektrische Signale umzuwandeln.
Neben der Kommunikationstechnik mit der Lichtübertragung auf Lichtwellenleitern und den dafür erforderlichen analogen optischen Komponenten, beschäftigt sich die Photonik auch mit der Entwicklung von digitalen optischen Logikschaltungen wie dem All Optical Flip Flop (AOFF).
Aus AOFFs können dann optische RAMs gebaut werden, vorausgesetzt die optische Technik kann in optischen integrierten Schaltungen (OIC) realisiert werden.
Seit geraumer Zeit wird daher in der Photonik intensiv an „All-Optical Flip-Flops“ (AOFFs) gearbeitet. Das Ziel sind rein optisch arbeitende bistabile Kippschaltungen, die nach demselben Prinzip wie elektronische Flipflops funktionieren: Ähnlich wie die Vorbilder in der Elektronik sollten AOFFs integrationsfähig und skalierbar sein, damit beim Zusammenfügen zu Speichern hoher Kapazität keine neuen Hindernisse auftreten und aus einzelnen Zellen ein Optisches Random Access Memory (Optical RAM) aufgebaut werden kann.

## Funktionsweise
Bei AOFF werden bistabile Effekte in aktiven und passiven Elementen ausgenutzt. Ein AOFF ist eine rein optisch arbeitende bistabile Kippschaltung, die funktional dem elektrischen Flipflop entspricht. Beim optischen Flipflop schaltet ein Lichtimpuls die Kippschaltung von einem stabilen Zustand in einen zweiten. Der einmal erreichte Zustand bleibt solange erhalten, bis ein weiterer Lichtimpuls die Kippschaltung wieder in den ersten stabilen Zustand schaltet. Ein geeigneter Eingangsimpuls bewirkt das „Kippen“ in einen der beiden stabilen Zustände – und dieser wird solange beibehalten, bis ein Impuls auf dem zweiten Eingang das Kippen in den anderen Zustand herbeiführt.

## Realisierungsansätze
Eine Reihe unterschiedlicher Ansätze wurden bereits vorgeschlagen oder demonstriert, die Effekte der optischen Bistabilität in aktiven und passiven optischen Komponenten wie Laserdioden, Halbleiterlaserverstärkern (SOAs) oder Mikroring-Resonatoren ausnutzen. Leistungsparameter sind die benötigte Zellfläche, die Schaltenergie pro Bit sowie die Schaltgeschwindigkeit, die sich in den meisten Fällen als problematisch erweisen. Einer der kleinsten AOFFs, die bisher zu einer photonisch integrierten Schaltung auf einem Chip integriert wurden, besteht aus zwei gekoppelten Ringlasern von je 16 µm Durchmesser und der Flipflop nimmt eine Zellfläche von 40 × 18 µm² (Quadratmikrometer) in Anspruch.